# Liste der Biografien/Lit
Liste der Biografien |
Portal Biografien |
Personensuche
# |
A |
B |
C |
D |
E |
F |
G |
H |
I |
J |
K |
L |
M |
N |
O |
P |
Q |
R |
S |
T |
U |
V |
W |
X |
Y |
Z |
?
 
La |
Lb |
Lc |
Le |
Lg |
Lh |
Li |
Lj |
Ll |
Lm |
Lo |
Lp |
Lt |
Lu |
Lv |
Lw |
Lx |
Ly |
Lz
 
Lia |
Lib |
Lic |
Lid |
Lie |
Lif |
Lig |
Lih |
Lii |
Lij |
Lik |
Lil |
Lim |
Lin |
Lio |
Lip |
Liq |
Lir |
Lis |
Lit |
Liu |
Liv |
Liw |
Lix |
Liy |
Liz
Die Liste der Biografien führt alle Personen auf, die in der deutschsprachigen Wikipedia einen Artikel haben. Dieses ist eine Teilliste mit 370 Einträgen von Personen, deren Namen mit den Buchstaben „Lit“ beginnt.

## Lit
- Lit, Ireneo L, Jr. (* 1960), philippinischer Entomologe

### Lita
- Lita Baehre, Bo Kanda (* 1999), deutscher LeichtathletBo Kanda Lita Baehre (* 1999)

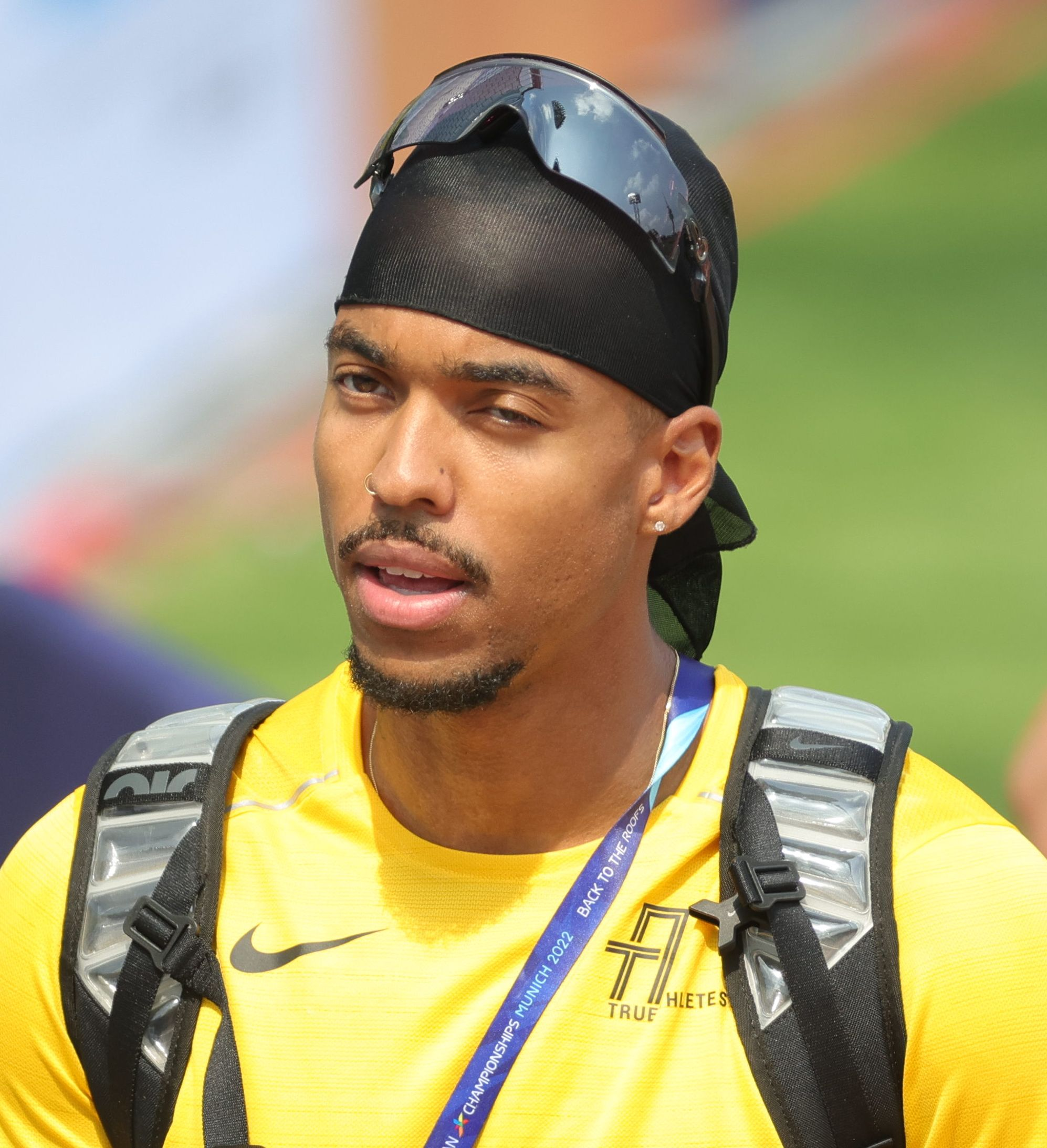
Bo Kanda Lita Baehre (* 1999)

- Liță, Emilia (* 1933), rumänische Kunstturnerin
- Lita, Leroy (* 1984), englischer Fußballspieler
- Litaer, Lieven (* 1980), belgischer Architekt und Klingonist
- Litaize, Gaston (1909–1991), französischer Komponist, Organist und Musikpädagoge
- Litani, Dani (* 1943), israelischer Sänger und Filmschauspieler
- Litanjuk, Walerij (* 1994), ukrainischer Geher
- Litauszky, Lilla (* 1994), ungarische Schauspielerin

### Litc
- Litchfield, Elisha (1785–1859), US-amerikanischer Jurist und Politiker
- Litchfield, Frederick Henry (1832–1867), australischer Viehhalter, Goldgräber und Entdecker
- Litchfield, Joe (* 1998), britischer Schwimmer
- Litchfield, Max (* 1995), britischer Schwimmer
- Litchfield, Phoebe (* 2003), australische Cricketspielerin

### Lite
- Litefoot (* 1969), US-amerikanischer Schauspieler und Rapper
- Liteky, Charles (1931–2017), US-amerikanischer Vietnam-Veteran, katholischer Geistlicher und Friedensaktivist
- Litel, John (1892–1972), US-amerikanischer Schauspieler
- Litemont, Jacob de, Hofmaler der französischen Könige Karl VII. und Ludwig XI.
- Literes Montalvo, Antonio († 1768), spanischer Organist
- Literes, Antonio de (1673–1747), spanischer Komponist und Cellist
- Litesov, Dimitri (* 1989), deutscher Eishockeyspieler
- Litewski, Wiesław (1933–2004), polnischer Rechtswissenschaftler, Rechtshistoriker und Hochschullehrer

### Litf
- Litfas, H., deutscher Maler und Lithograf des Biedermeier
- Litfaß, Ernst (1816–1874), deutscher Druckereibesitzer und VerlegerErnst Litfaß (1816–1874)

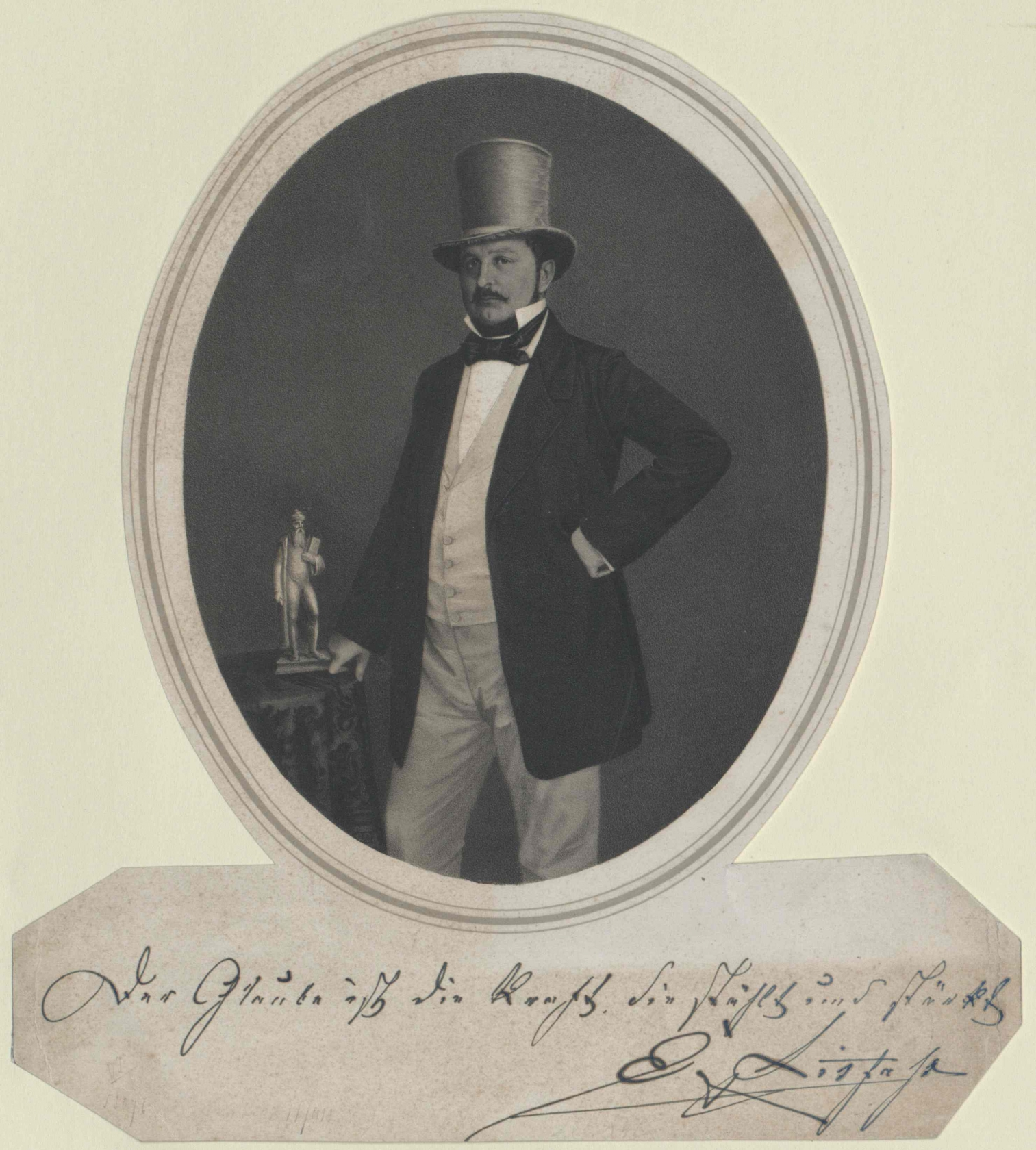
Ernst Litfaß (1816–1874)

- Litfin, Brigitte (1954–2006), deutsche Politikerin (Bündnis 90/Die Grünen), MdL
- Litfin, Gerd (* 1948), deutscher Physiker und Unternehmer
- Litfin, Günter (1937–1961), erster Tote an der Berliner Mauer
- Litfin, Peter Martin (* 1937), deutscher Wirtschafts- und Steuerrechtler

### Lith
- Lith, Hank (1939–2023), südafrikanischer Landschaftsarchitekt
- Lith, Nel van (* 1932), niederländische Bildhauerin
- Lith, Pieter Antonie van der (1844–1901), niederländischer Rechtswissenschaftler und Orientalist
- Lith, Ulrich van (* 1943), deutscher Wirtschaftswissenschaftler, Leiter des Instituts für Wirtschaftspolitik und Hochschullehrer
- Lithander, Carl Ludwig (1773–1843), finnisch-schwedischer Musiker und Komponist
- Litherland, Jay (* 1995), US-amerikanischer Schwimmer
- Lithgow, John (* 1945), US-amerikanischer Schauspieler, Autor und MusikerJohn Lithgow (* 1945)

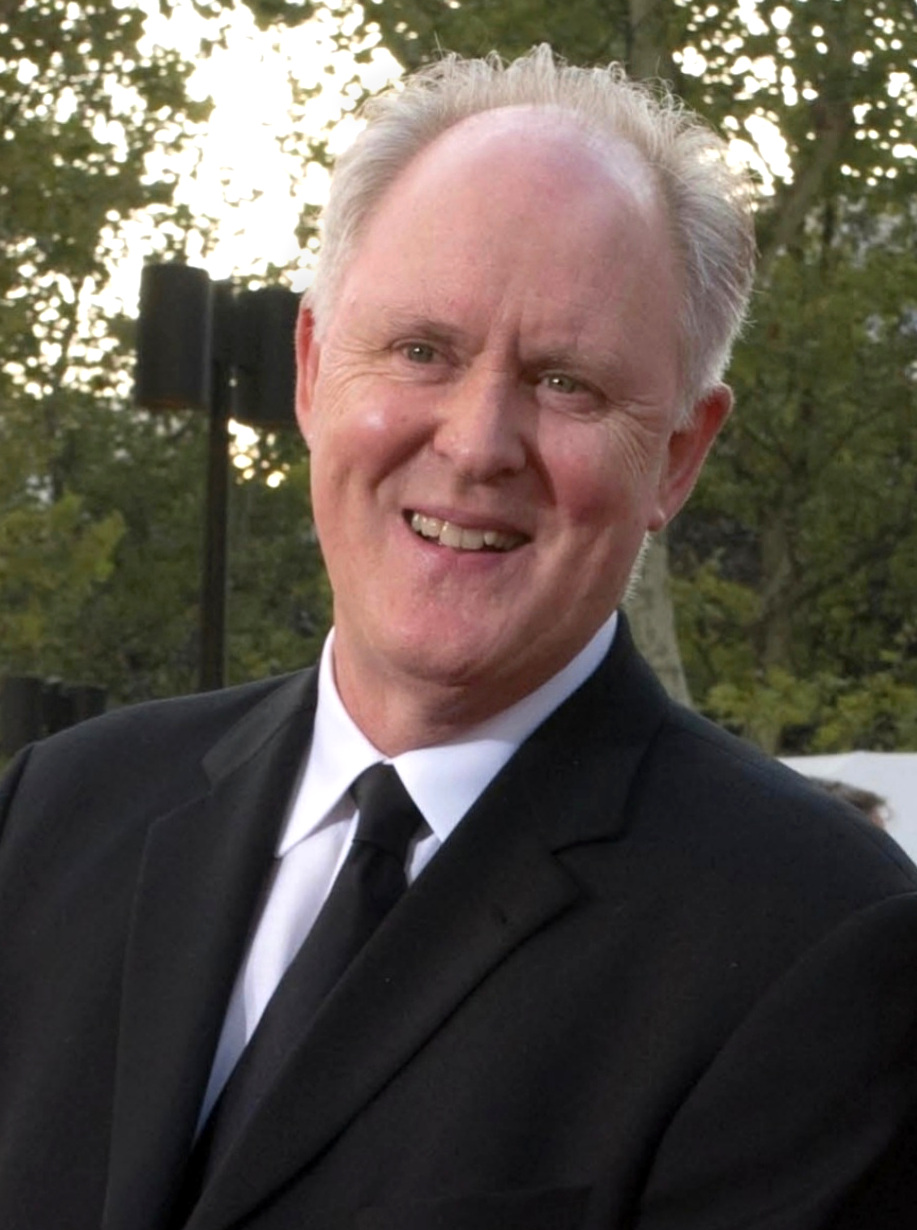
John Lithgow (* 1945)

- Lithgow, William († 1645), schottischer Reiseschriftsteller
- Lithideth, Keoviengpheth (* 1992), laotischer Fußballspieler
- Lithman, Philip Charles (1949–1987), britischer Rockgitarrist

### Liti
- Litim, Harond (* 1977), französisch-algerischer Eishockeyspieler
- Litimba, Skito (* 1977), kongolesischer Fußballspieler
- Litinska, Marta (* 1949), ukrainische Schachspielerin
- Litinski, Genrich Iljitsch (1901–1985), russisch-sowjetischer Komponist und Hochschullehrer

### Litj
- Litja, Antti (1938–2022), finnischer Schauspieler
- Litjens, Paul (1947–2023), niederländischer Hockeyspieler

### Litk
- Litka, Maurice (* 1996), deutscher Fußballspieler
- Litke, Karl (1893–1962), deutscher Politiker (SPD, SED), MdR, MdV und Gewerkschafter
- Litke, Konstantin Fjodorowitsch (1837–1892), russischer Marineoffizier, Weltumsegler und Entdeckungsreisender

### Litm
- Litman, Pepi (1874–1930), österreichische jiddische Sängerin, Schauspielerin und Crossdresserin
- Litmanen, Eeva (* 1944), finnische Schauspielerin
- Litmanen, Jari (* 1971), finnischer FußballspielerJari Litmanen (* 1971)

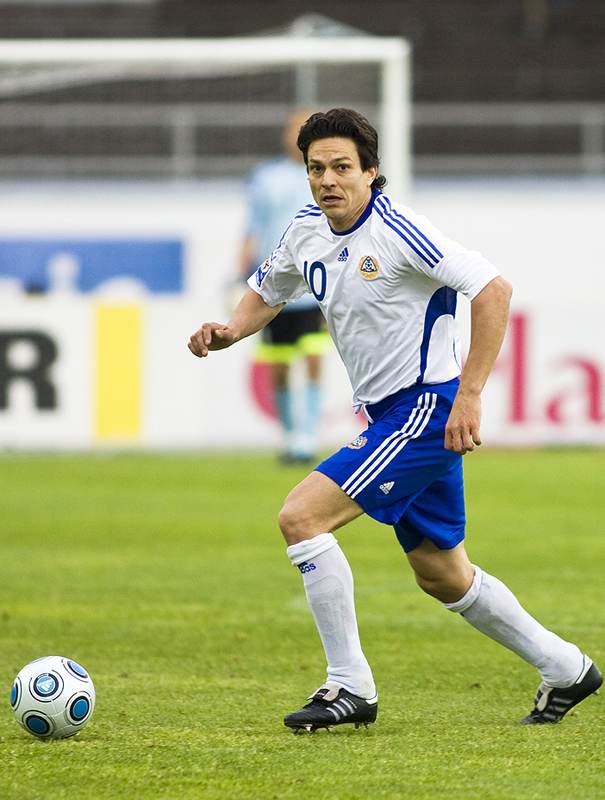
Jari Litmanen (* 1971)

- Litmanowicz, Mirosława (1928–2017), polnische Schachmeisterin

### Lito
- Litolff, Henry (1818–1891), englischer Klaviervirtuose, Komponist und Musikverleger
- Litolff, Theodor (1839–1912), deutscher Musikverleger
- Litorius († 439), weströmischer Heermeister
- Litoschenko, Lew Nikolajewitsch (1886–1943), russischer Ökonom, Statistiker und Hochschullehrer
- Litovsky, Dina (* 1979), ukrainische und US-amerikanische Fotografin
- Litowski, Walentin Ossafowitsch (1921–1941), sowjetischer Filmschauspieler
- Litowtschenko, Alexander Dmitrijewitsch (1835–1890), russischer Maler
- Litowtschenko, Irina (* 1950), russische Hürdenläuferin
- Litowtschenko, Serhij (* 1987), ukrainischer Fußballspieler
- Litowtschenko, Wjatscheslaw Walerjewitsch (* 1990), russischer Eishockeyspieler

### Litr
- Litric, Ivica (* 1950), kroatischer Grafik-Designer und Zeichner

### Lits
- Litsch, Martin (* 1957), deutscher Krankenkassenmanager
- Litschauer, Franz (1903–1972), österreichischer Dirigent und Komponist
- Litschauer, Hans (1925–2005), österreichischer Politiker (SPÖ), Landtagsabgeordneter
- Litschauer, Josef (1912–1983), österreichischer Geodät
- Litschauer, Karl (* 1936), österreichischer Politiker (ÖVP), Landtagsabgeordneter, Mitglied des Bundesrates
- Litschauer, Karl Joseph (1830–1871), österreichisch-deutscher Maler
- Litschauer, Martin (* 1974), österreichischer Politiker (Grüne), Abgeordneter zum Nationalrat
- Litschauer, Walburga (* 1954), österreichische Musikwissenschaftlerin
- Litschauer, Wolfgang (1925–2004), österreichischer Schauspieler
- Litschauer-Krause, Frieda (1903–1992), österreichische Cellistin und Musikpädagogin
- Litscher, Susanne (* 1962), österreichische Judoka
- Litscher, Thomas (* 1989), Schweizer Mountainbiker
- Litschev, Alexander (* 1946), bulgarischer Philosoph und Hochschullehrer
- Litschev, Angela (* 1978), deutsch-bulgarische Lyrikerin
- Litschgi, Franz Xaver (1799–1855), deutscher Jurist und Politiker
- Litschgi, Martin (* 1972), deutscher Klarinettist
- Litschi, Karl (1912–1999), Schweizer Radsportler
- Litschi, Paul (* 1904), Schweizer Radrennfahrer
- Litschko, Raimund (* 1967), deutscher Skispringer
- Litsey, Edwin Carlile (1874–1970), US-amerikanischer Dichter und Schriftsteller
- Litsingi, Francis (* 1986), kongolesischer Fußballspieler
- Litson, Bryan, US-amerikanischer Filmtechniker für visuelle Effekte und Spezialeffekte

### Litt
- Litt, Dietrich H. (1927–2025), deutscher Opernregisseur
- Litt, Dorit (* 1959), deutsche Kunsthistorikerin
- Litt, Hermann (1859–1939), deutscher Theaterregisseur und Schauspieler
- Litt, Mike (* 1967), US-amerikanischer Hörfunkmoderator, DJ, Autor und Journalist
- Litt, Robert J., US-amerikanischer Tontechniker
- Litt, Stefan (* 1969), deutsch-israelischer Kurator, Historiker und Archivar
- Litt, Theodor (1880–1962), deutscher Pädagoge, Philosoph
- Litta Biumi, Pompeo (1781–1852), italienischer Genealoge und Historiker
- Litta, Alfonso (1608–1679), italienischer Erzbischof und Kardinal
- Litta, Anton (1700–1770), kaiserlicher General, Ritter des Goldenen Vlies und 5. Marchese von Gambolò
- Litta, Lorenzo (1756–1820), italienischer Geistlicher, Kardinal der Römischen Kirche
- Littardi, Laura (1960–2024), italienische Jazzmusikerin (Gesang, Komposition)
- Littau, Daniel (* 1991), deutscher Schauspieler
- Littau, Monika (* 1955), deutsche Schriftstellerin
- Littauer, Lucius (1859–1944), US-amerikanischer Politiker
- Littauer, Raphael (1925–2009), US-amerikanischer Physiker
- Littauer, Rudolf Max (1905–2002), deutscher Jurist
- Littbarski, Pierre (* 1960), deutscher Fußballspieler und -trainerPierre Littbarski (* 1960)

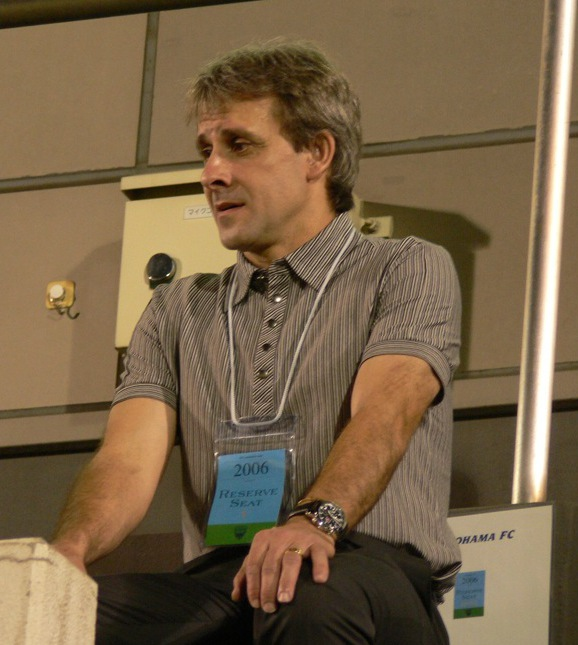
Pierre Littbarski (* 1960)

- Littbarski, Sigurd (* 1949), deutscher Jurist und Hochschullehrer
- Littbarski-Gray, Seána (* 2005), deutsch-neuseeländische Radsportlerin
- Littek, Helmut (1944–2024), deutscher Fußballspieler
- Littell, Franklin H. (1917–2009), US-amerikanischer Theologe
- Littell, Jonathan (* 1967), US-amerikanisch-französischer Schriftsteller
- Littell, Robert (* 1935), US-amerikanischer Schriftsteller
- Littelmann, Peter (* 1957), deutscher Mathematiker
- Litten, Fritz (1873–1940), deutscher Jurist und Hochschullehrer
- Litten, Hanna (1920–1942), deutsche Bühnenbildnerin
- Litten, Hans (1903–1938), deutscher Rechtsanwalt und Strafverteidiger, Gegner des NationalsozialismusHans Litten (1903–1938)

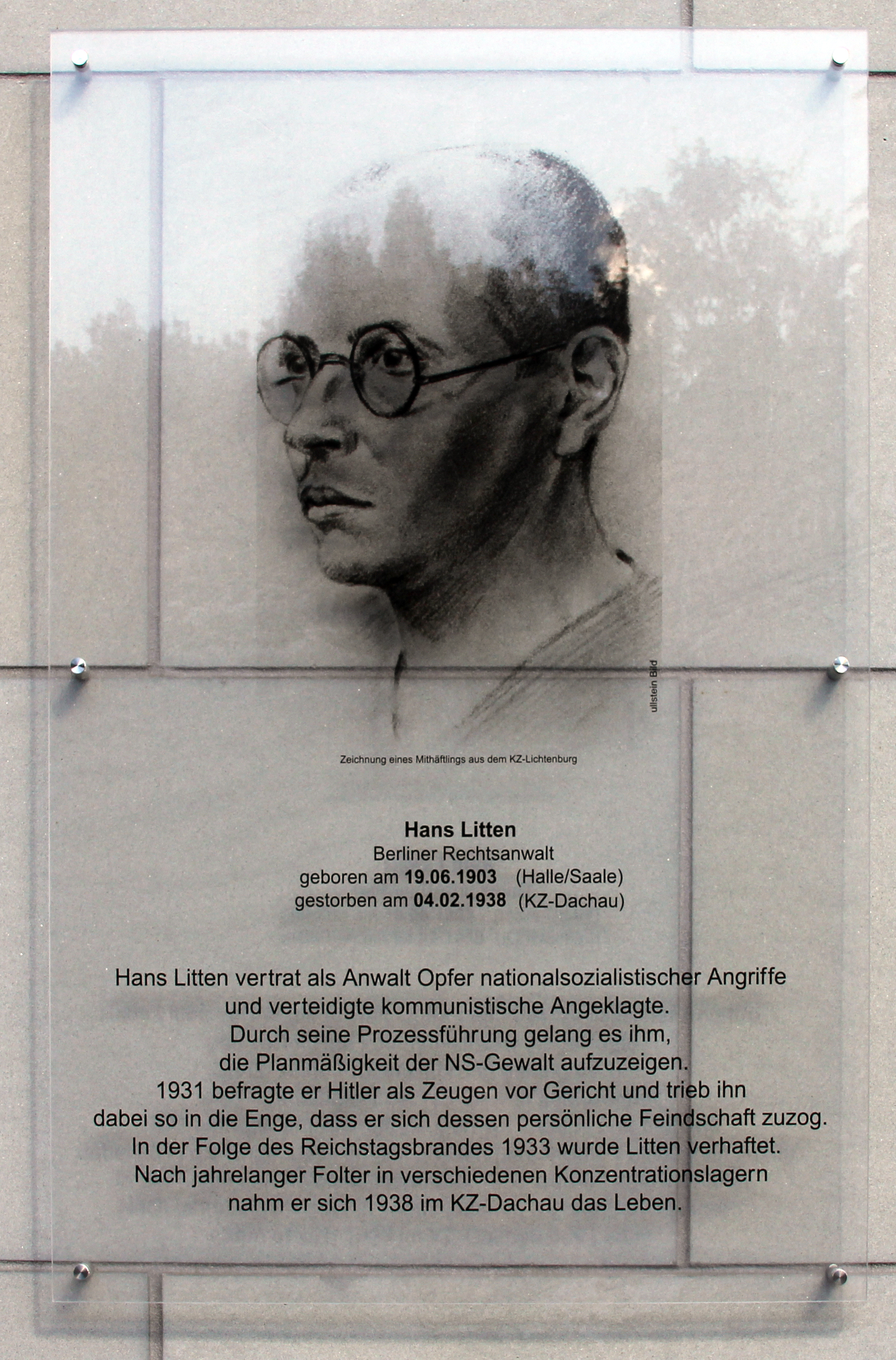
Hans Litten (1903–1938)

- Litten, Heinz Wolfgang (1905–1955), deutscher Dramaturg, Regisseur und Intendant
- Litten, Irmgard (1879–1953), deutsche Schriftstellerin
- Litten, Moritz (1845–1907), deutscher Mediziner
- Litten, Patricia (* 1954), schweizerisch-deutsche Schauspielerin
- Litten, Paul (1879–1959), deutscher Jurist
- Litten, Rainer (* 1940), deutscher Richter und Staatssekretär (Niedersachsen und Mecklenburg-Vorpommern)
- Litten, Wilhelm (1880–1932), deutscher Diplomat und Orientalist
- Littenberg, Susan (* 1967), US-amerikanische Filmeditorin
- Litter, Ernst (1918–2006), deutscher Maler und Grafiker
- Litter, Fritz (* 1889), deutscher Jurist, Kolonial- und Ministerialbeamter
- Littera, Giampiero (* 1938), italienischer Schauspieler
- Litterscheid, Hans (1921–2014), deutscher Politiker (CDU), MdL
- Litterst, Fred Jochen (* 1945), deutscher Physiker
- Littger, Klaus Walter (* 1944), deutscher Bibliothekar und Historiker
- Littger, Peter (* 1973), deutscher Autor, Sprach- und Medienkritiker
- Litti, Bernd (* 1952), deutscher Sportjournalist, Buchautor und Filmemacher
- Littig, Janosch (* 1983), deutscher politischer Beamter (Bündnis 90/Die Grünen)
- Littig, Robin (* 2003), deutscher Fußballspieler
- Littin, Miguel (* 1942), chilenischer Regisseur, Produzent und Schriftsteller palästinensischer Herkunft
- Littke, Ralf (* 1957), deutscher Geologe
- Littkemann, Jörn (* 1964), deutscher Wirtschaftswissenschaftler
- Littkopf, Norbert (1944–2024), deutscher Judoka und Trainer
- Little Annie, US-amerikanische Musikerin und Künstlerin
- Little Axe (* 1949), US-amerikanischer Musiker
- Little Bear († 1832), Häuptling der Hunkpapa-Lakota
- Little Bob (* 1945), französischer Sänger
- Little Boots (* 1984), britische Electropop-Sängerin
- Little Britches (* 1879), US-amerikanische Outlaw
- Little Crow (1810–1863), Häuptling der Mdewakanton-Indianer
- Little Dado (1916–1965), philippinischer Boxer im Fliegengewicht
- Little Elk, Samia (* 1979), deutsche Synchronsprecherin und Medizinerin
- Little Eva (1943–2003), US-amerikanische Sängerin
- Little Fish (* 1972), japanischer Manga-Zeichner
- Little Lisa Dixie, US-amerikanische Country-Musikerin und Songwriterin
- Little Milton (1934–2005), US-amerikanischer Blues-Musiker
- Little Miss Cornshucks (1923–1999), US-amerikanische Jazz- und R&B-Sängerin und Songwriterin
- Little Raven († 1889), Häuptling der südlichen Arapaho-Indianer
- Little Richard (1932–2020), amerikanischer Rock-’n’-Roll-MusikerLittle Richard (1932–2020)

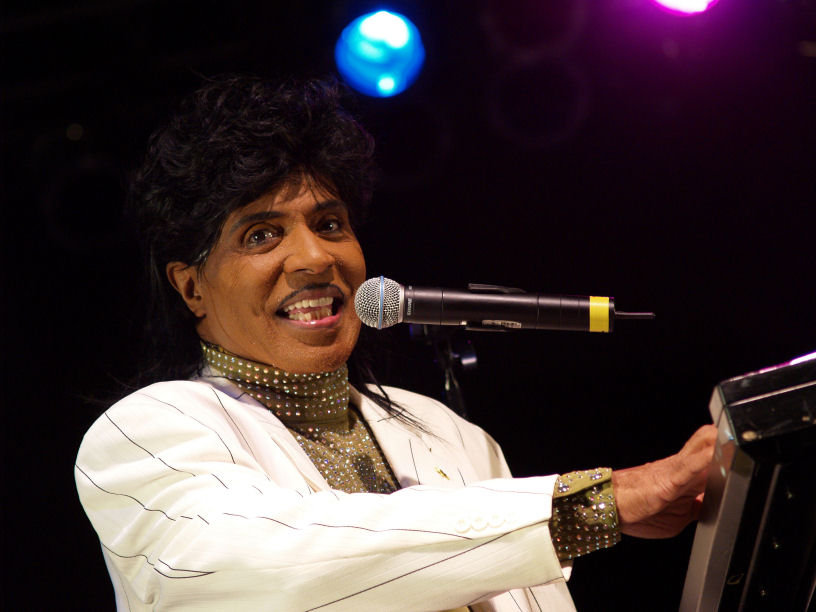
Little Richard (1932–2020)

- Little Shoe (* 1910), US-amerikanische Country-Musikerin
- Little Simz (* 1994), britische Rapperin, Sängerin und Schauspielerin
- Little Sis Nora (* 1996), schwedische Sängerin und Rapperin
- Little Thunder († 1879), Führer der Lakota-Indianer
- Little Tony (1941–2013), san-marinesischer Rock-’n’-Roll-Sänger
- Little Turtle (1752–1812), Häuptling der Miami-Indianer
- Little Walter (1930–1968), US-amerikanischer BluesmusikerLittle Walter (1930–1968)

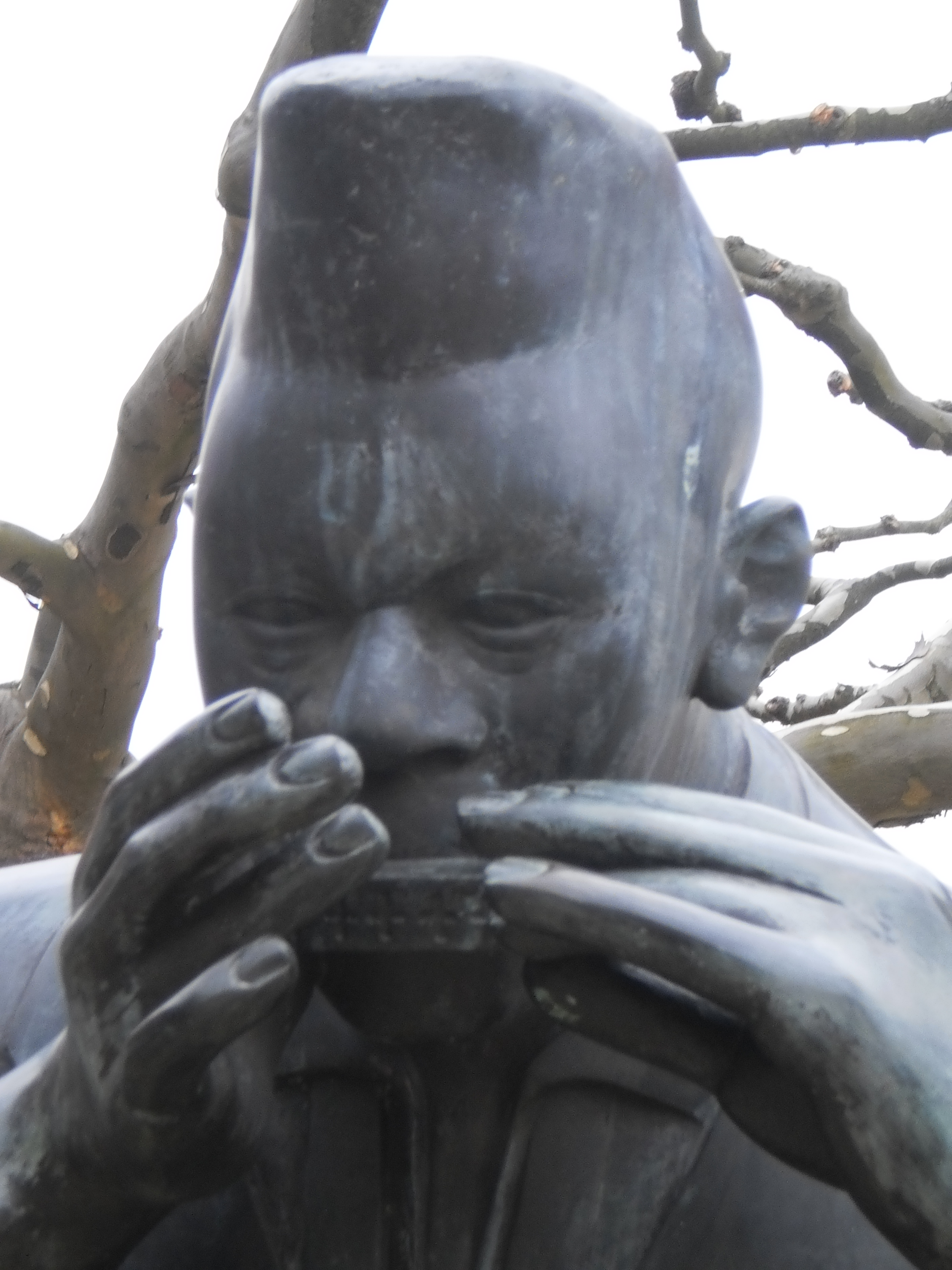
Little Walter (1930–1968)

- Little Wolf († 1904), US-amerikanischer Häuptling der Himoweyuhkis (Crooked Lances oder Elk Horn Scrapers), einer Kriegergesellschaft der Cheyenne-Indianer
- Little, Adrian (* 1969), Politikwissenschaftler
- Little, Andrew (* 1965), neuseeländischer Politiker
- Little, Andrew (* 1989), nordirischer Fußballspieler
- Little, Bentley (* 1960), US-amerikanischer Schriftsteller
- Little, Booker (1938–1961), US-amerikanischer Jazzmusiker
- Little, Brad (* 1954), US-amerikanischer Politiker
- Little, Brian (* 1953), britischer Fußballspieler, Fußballmanager
- Little, Broc (* 1988), US-amerikanischer Eishockeyspieler
- Little, Bryan (* 1987), kanadischer Eishockeyspieler
- Little, C. C. (1888–1971), US-amerikanischer Genetiker, Krebs- und Tabakforscher
- Little, Camille (* 1985), US-amerikanische Basketballspielerin
- Little, Carl (1924–2016), kanadischer Pianist, Organist und Rundfunkproduzent
- Little, Carlo (1938–2005), britischer Schlagzeuger
- Little, Charles (1882–1973), britischer Admiral
- Little, Chauncey B. (1877–1952), US-amerikanischer Politiker
- Little, Cleavon (1939–1992), amerikanischer Schauspieler
- Little, Dwight H. (* 1956), US-amerikanischer Regisseur
- Little, Edna (* 1928), kanadische Chorleiterin und Musikpädagogin
- Little, Edward C. (1858–1924), US-amerikanischer Politiker
- Little, Edward P. (1791–1875), US-amerikanischer Politiker
- Little, Floyd (1942–2021), US-amerikanischer American-Football-Spieler
- Little, Freddie (* 1936), US-amerikanischer Boxer
- Little, George (1920–1995), kanadischer Musikpädagoge, Chordirigent und Organist
- Little, Glen (* 1975), englischer Fußballspieler
- Little, Harold (1893–1958), kanadischer Ruderer
- Little, Howard M., US-amerikanischer wissenschaftlicher Mitarbeiter
- Little, Jeanne (1938–2020), australische Entertainerin und Fernsehmoderatorin
- Little, John (1837–1900), US-amerikanischer Politiker
- Little, John (* 1984), US-amerikanischer Basketballspieler
- Little, John B. (* 1956), US-amerikanischer Mathematiker
- Little, John D. C. (1928–2024), US-amerikanischer Operations Research Pionier und Marketing-Spezialist
- Little, John Sebastian (1851–1916), US-amerikanischer Politiker, Gouverneur von Arkansas
- Little, Jonathan (* 1984), US-amerikanischer Pokerspieler
- Little, Joseph J. (1841–1913), englisch-amerikanischer Politiker
- Little, Josh (* 1999), irischer Cricketspieler
- Little, Kevin (* 1968), US-amerikanischer Sprinter
- Little, Kim (* 1970), US-amerikanische Schauspielerin und Autorin
- Little, Kim (* 1990), schottische FußballspielerinKim Little (* 1990)

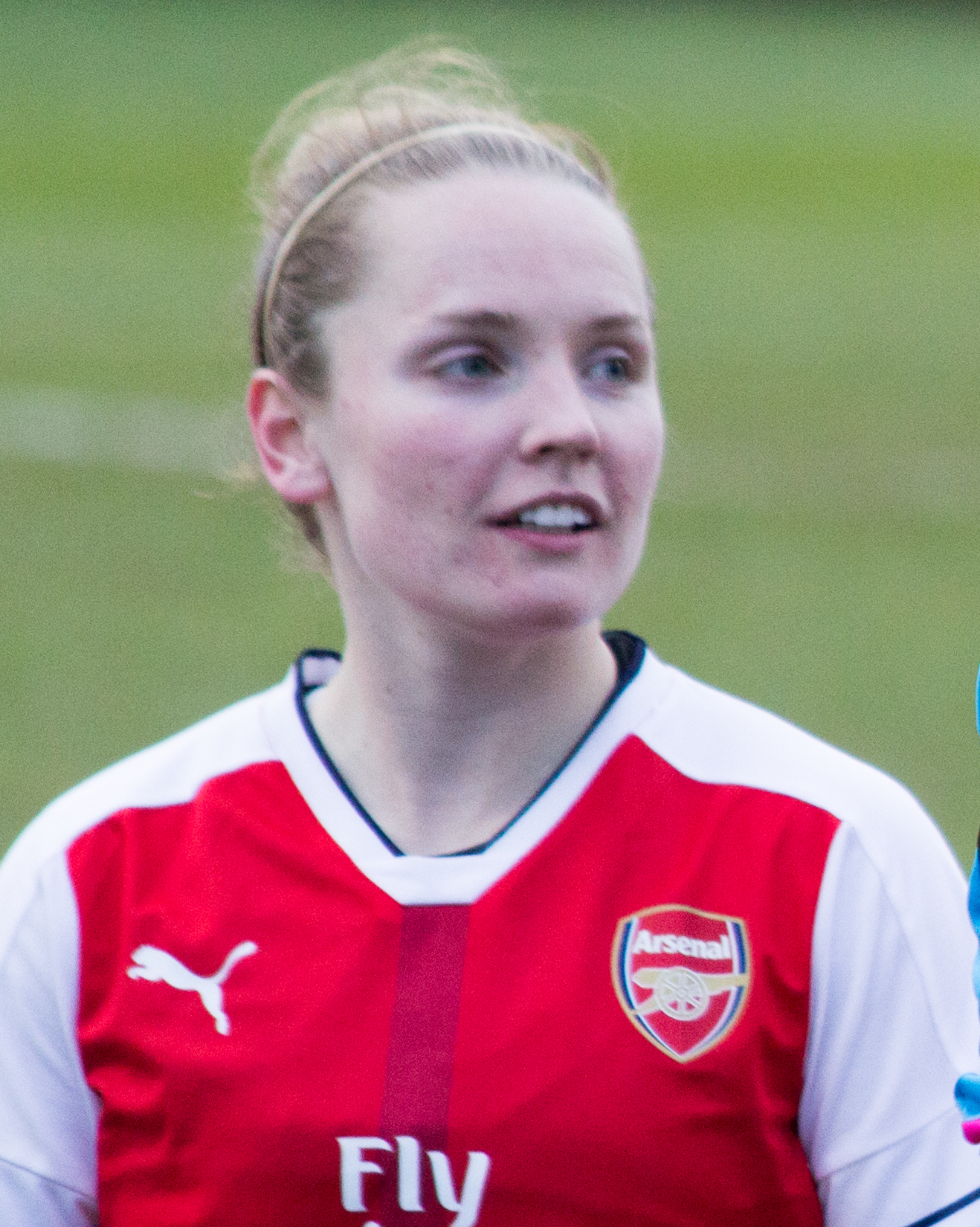
Kim Little (* 1990)

- Little, Larry (* 1945), US-amerikanischer American-Football-Spieler
- Little, Lester K. (* 1935), US-amerikanischer Historiker
- Little, Louise (* 2003), irische Cricketspielerin
- Little, Mackenzie (* 1996), australische Speerwerferin
- Little, Mark (* 1988), englischer Fußballspieler
- Little, Mike (* 1987), US-amerikanischer Eishockeyspieler
- Little, Nassir (* 2000), US-amerikanischer Basketballspieler
- Little, Natasha (* 1969), britische Schauspielerin
- Little, Nicky (* 1976), fidschianischer Rugby-Union-Spieler
- Little, Patrick (1884–1963), irischer Politiker (Fianna Fáil)
- Little, Peter (1775–1830), US-amerikanischer Politiker
- Little, Philip (1857–1942), amerikanischer Maler
- Little, Ralf (* 1980), britischer Schauspieler, Drehbuchautor und ehemaliger FußballspielerRalf Little (* 1980)

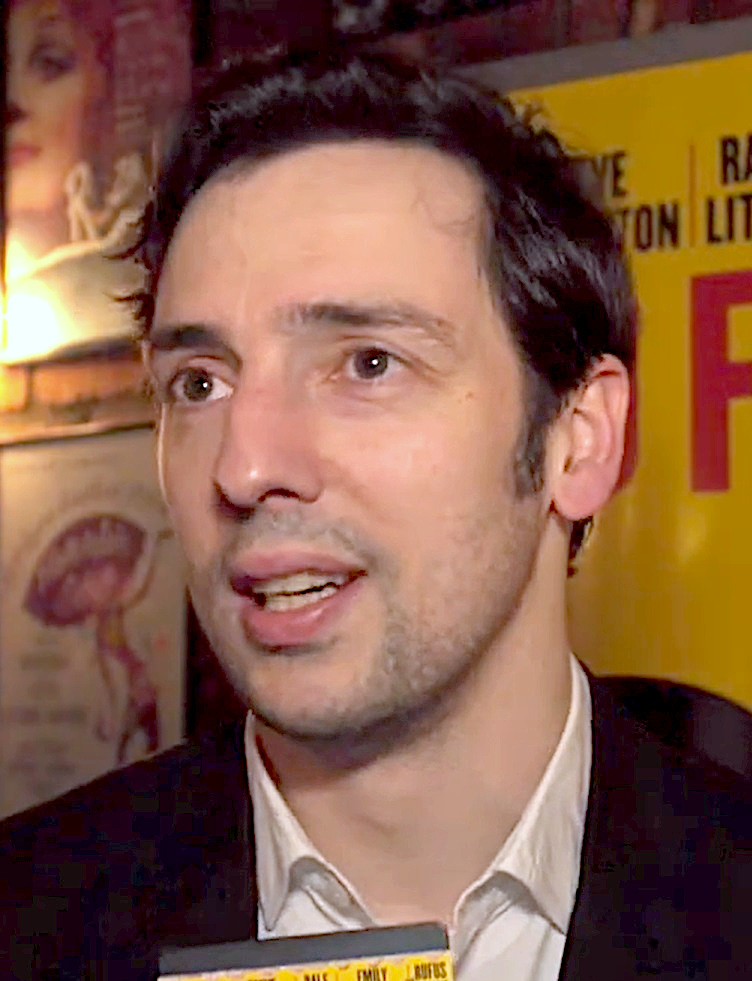
Ralf Little (* 1980)

- Little, Rich (* 1938), kanadischer Schauspieler und Komiker
- Little, Richard (* 1944), britischer Politikwissenschaftler
- Little, Robert Alexander (1895–1918), australischer Jagdflieger des Ersten Weltkrieges
- Little, Samuel (1940–2020), US-amerikanischer Serienmörder
- Little, Shamier (* 1995), US-amerikanische Hürdenläuferin und Sprinterin
- Little, Steve, US-amerikanischer Synchronsprecher, Schauspieler und Drehbuchautor
- Little, Steve (* 1935), US-amerikanischer Jazz- und Studiomusiker (Schlagzeug, Marimba, Perkussion)
- Little, Steve (1965–2000), US-amerikanischer Boxer
- Little, Tasmin (* 1965), britische Violinistin
- Little, Thomas (1886–1985), US-amerikanischer Szenenbildner
- Little, Thomas Francis (1925–2008), australischer Geistlicher, Erzbischof von Melbourne
- Little, Vera (1928–2012), amerikanische Opernsängerin
- Little, Whitney (* 1993), US-amerikanische Volleyballspielerin
- Little, Wilbur (1928–1987), US-amerikanischer Jazz-Bassist
- Little, Will (* 1998), US-amerikanischer Fußballspieler
- Little, William A. (* 1930), US-amerikanischer Physiker
- Little, William John (1810–1894), britischer Orthopäde und Kinderarzt
- Little-Pengelly, Emma (* 1977), nordirische Politikerin (DUP), Mitglied der NordirlandversammlungEmma Little-Pengelly (* 1977)

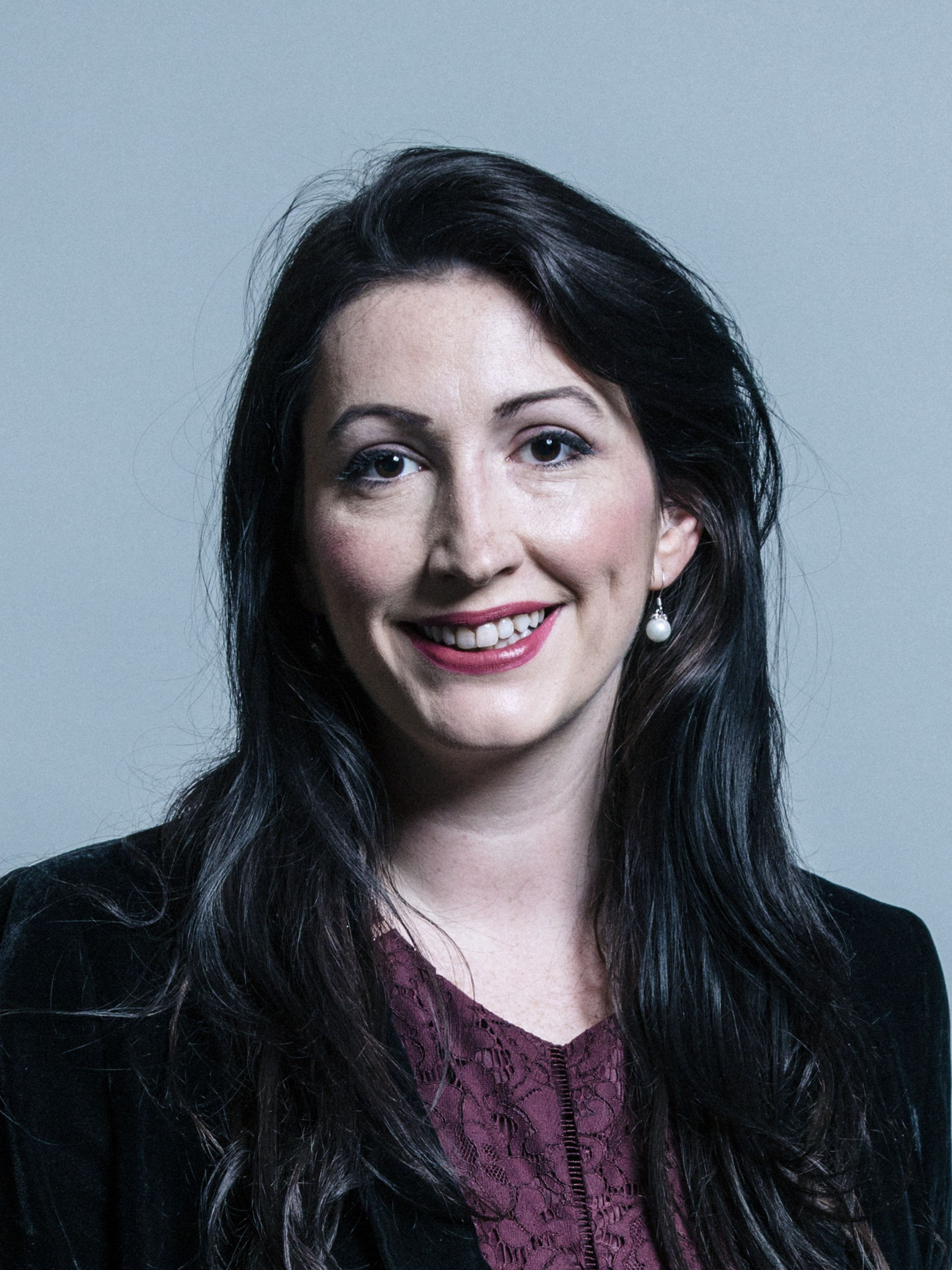
Emma Little-Pengelly (* 1977)

- Littlebury, Martin of († 1274), englischer Richter
- Littlechild, J. Wilton (* 1944), kanadischer indianischer Bürgerrechtler
- Littledale, Thomas (1850–1938), britischer Segler
- Littlefair, Stewart (* 1946), britischer Bogenschütze
- Littlefeather, Sacheen (1946–2022), US-amerikanische Schauspielerin und AktivistinSacheen Littlefeather (1946–2022)

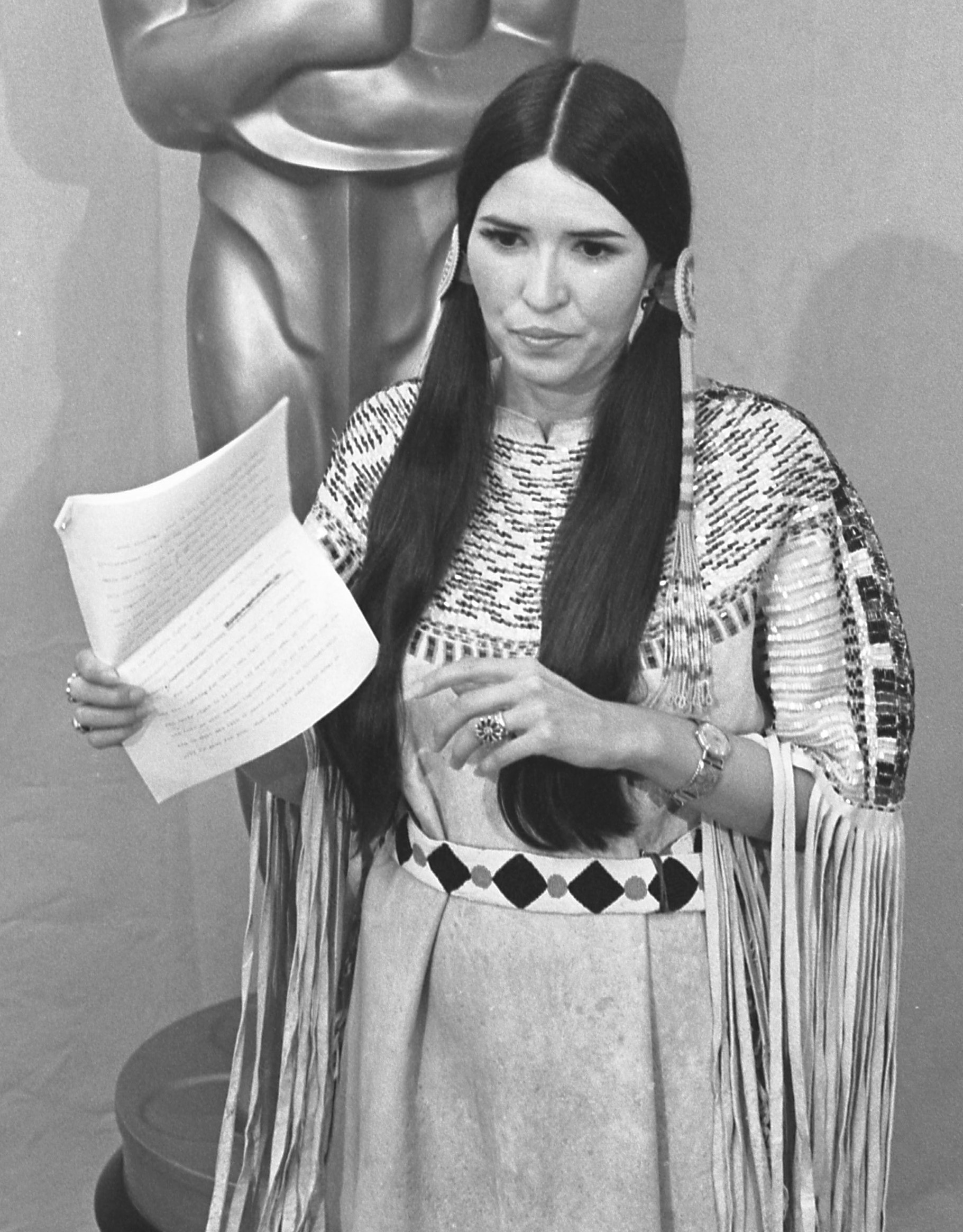
Sacheen Littlefeather (1946–2022)

- Littlefield, Alfred H. (1829–1893), US-amerikanischer Politiker
- Littlefield, Catherine (1905–1951), US-amerikanische Ballerina, Choreografin und Ballettlehrerin
- Littlefield, Charles E. (1851–1915), US-amerikanischer Politiker
- Littlefield, Daniel (1822–1891), US-amerikanischer Politiker
- Littlefield, Little Willie (1931–2013), US-amerikanischer Boogie-Woogie-Pianist
- Littlefield, Lucien (1895–1960), US-amerikanischer Schauspieler
- Littlefield, Nathaniel (1804–1882), US-amerikanischer Politiker
- Littlefield, Ron, US-amerikanischer Politiker
- Littleford, Beth (* 1968), US-amerikanische Schauspielerin
- Littlejohn, Bill (1914–2010), US-amerikanischer Film-Animator und Gewerkschafter
- Littlejohn, De Witt Clinton (1818–1892), US-amerikanischer Offizier und Politiker
- Littlejohn, Fini (1914–2004), österreichisch-amerikanische Schauspielerin und Illustratorin
- Littlejohn, John (1931–1994), US-amerikanischer Bluesgitarrist
- Littlejohn, John Martin (1867–1947), US-amerikanischer Mediziner
- Littlejohn, Ruesha (* 1990), irisch-schottische Fußballspielerin
- Littlemore, Nick (* 1978), australischer Musiker, Plattenproduzent, Sänger und Songwriter
- Littlepage, Adam Brown (1859–1921), US-amerikanischer Politiker
- Littleproud, David (* 1976), australischer Politiker
- Littler, Gene (1930–2019), US-amerikanischer Golfspieler
- Littler, Luke (* 2007), englischer DartspielerLuke Littler (* 2007)

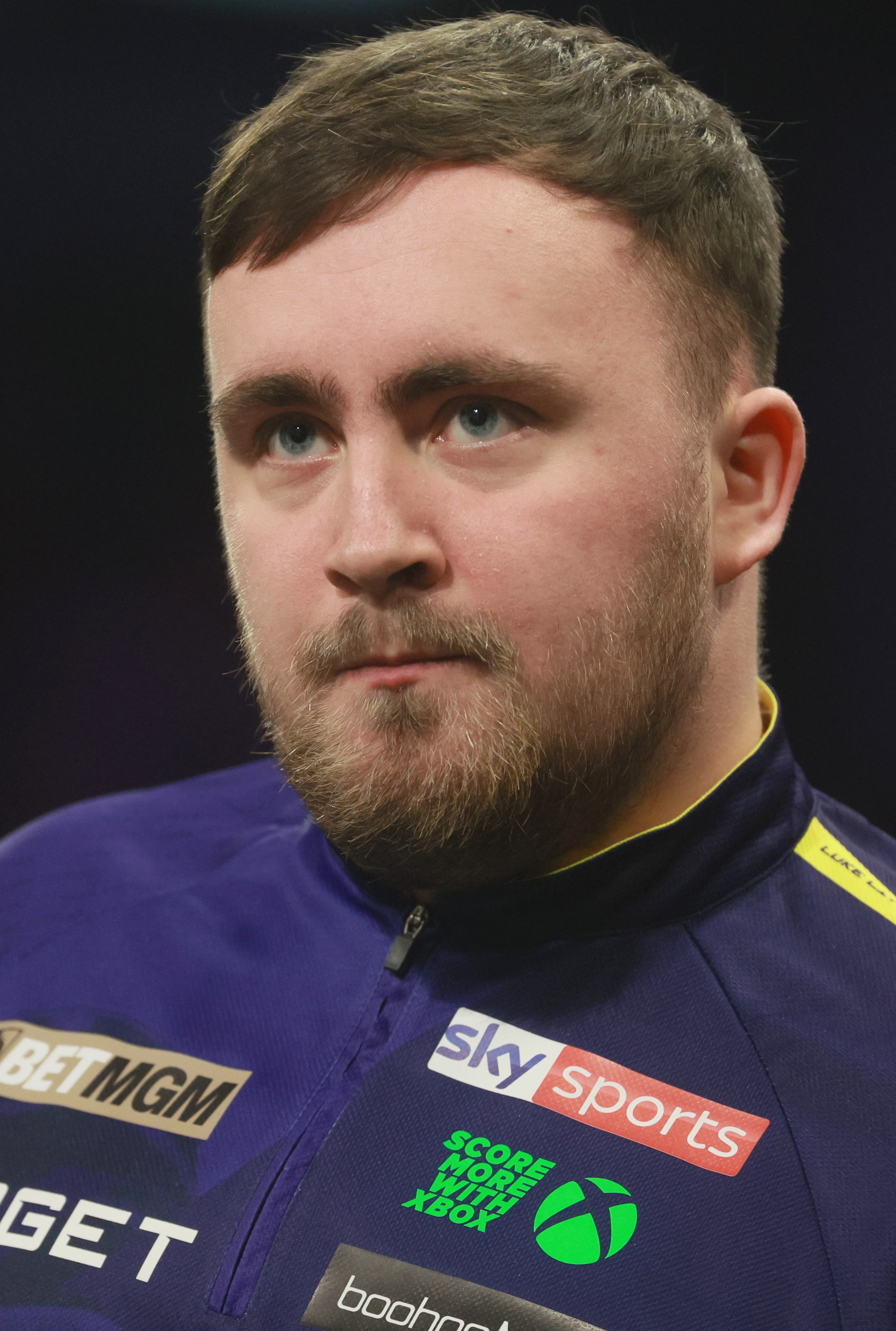
Luke Littler (* 2007)

- Littler, M.A. (* 1979), deutsch-südafrikanischer Filmregisseur
- Littles, Hattie (1937–2000), US-amerikanische Soul- und Blues-Sängerin
- Littleton, Carol (* 1942), US-amerikanische Filmeditorin
- Littleton, Cory (* 1993), US-amerikanischer Footballspieler
- Littleton, Martin W. (1872–1934), US-amerikanischer Jurist und Politiker
- Littleton, Thomas († 1481), englischer Jurist
- Littlewood, Dudley (1903–1979), englischer Mathematiker
- Littlewood, Joan (1914–2002), britische Theater- und Filmregisseurin
- Littlewood, John Edensor (1885–1977), englischer Mathematiker
- Littlewood, Roland (* 1947), britischer Anthropologe und Psychiater sowie Hochschullehrer
- Littman, David (1933–2012), britischer Lobbyist und Menschenrechtsaktivist
- Littman, Lisa, US-amerikanische Ärztin, Forscherin und Hochschulprofessorin
- Littman, Lynne (* 1941), US-amerikanische Filmregisseurin und Produzentin
- Littman, Peter (* 1935), US-amerikanischer Jazzmusiker
- Littmann, Corny (* 1952), deutscher Theatermacher, Schauspieler, Regisseur und LGBT-AktivistCorny Littmann (* 1952)

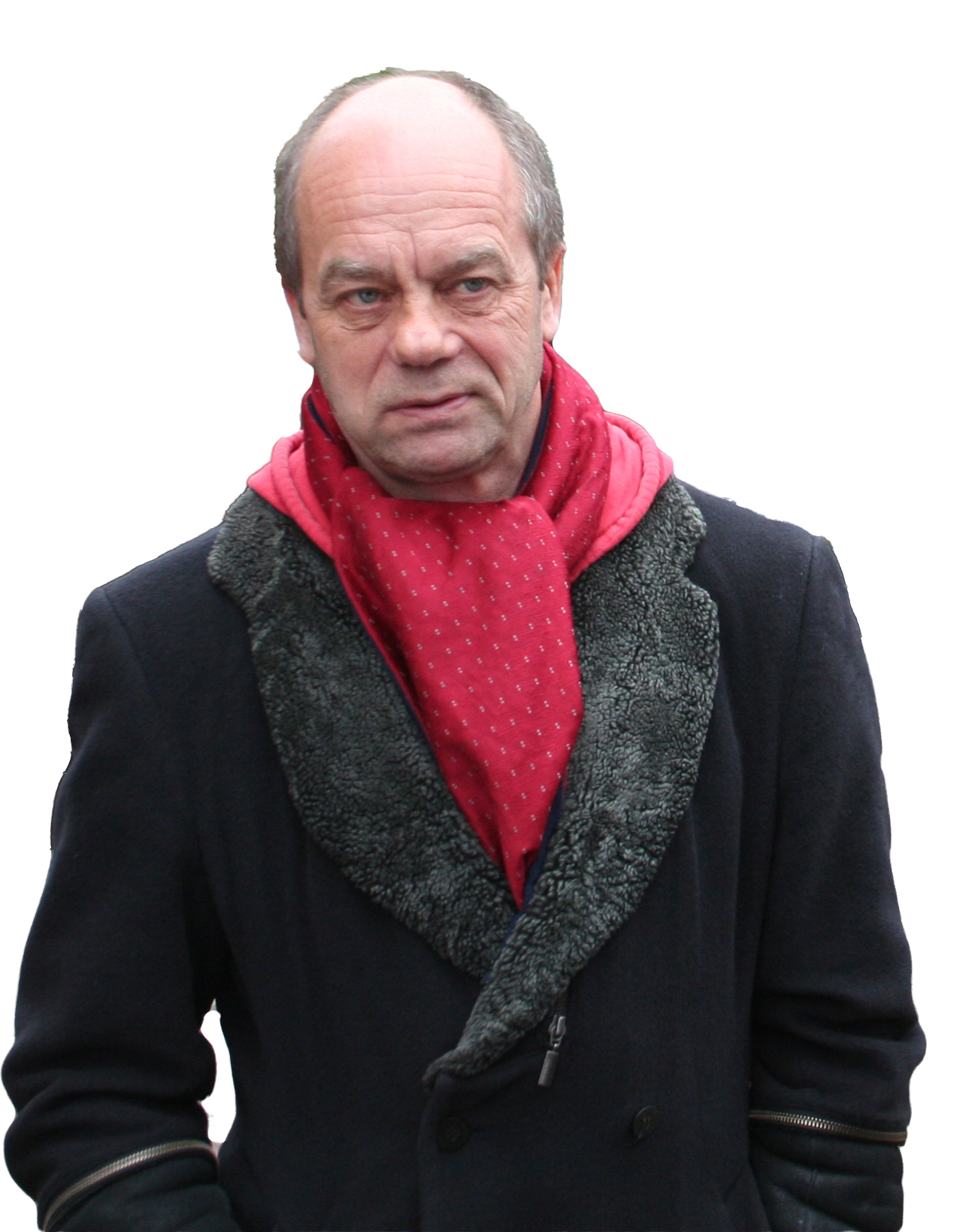
Corny Littmann (* 1952)

- Littmann, David (1906–1981), US-amerikanischer Kardiologe
- Littmann, Eberhard (1909–1981), deutscher Jurist
- Littmann, Enno (1875–1958), deutscher Orientalist
- Littmann, Franz (1948–2025), deutscher Autor und Philosoph
- Littmann, Gerhard (1910–1973), deutscher Verwaltungsjurist
- Littmann, Helene (1866–1945), österreichische Malerin, Schriftstellerin und Zeitungsbegründerin
- Littmann, Ismar (1878–1934), deutscher Rechtsanwalt und Kunstsammler, Mäzen
- Littmann, Klaus (* 1951), Schweizer Galerist, Initiator von Kunstinterventionen, Kunstvermittler und Kurator
- Littmann, Konrad (1923–2009), deutscher Wirtschaftswissenschaftler
- Littmann, Martin (1864–1945), deutschschweizer Rabbiner
- Littmann, Max (1862–1931), deutscher Architekt
- Littmann, Norbert (* 1958), deutscher Fußballspieler und Fußballtrainer
- Littmann, Peter (* 1947), deutscher Manager und Unternehmensberater
- Littmann, Wolf (1926–2000), deutscher Journalist und Publizist
- Littner, Jakob (1883–1950), Holocaust-Überlebender
- Litto, Maria (1919–1996), deutsche Schauspielerin und Tänzerin
- Littomeritzky, Mária (1927–2017), ungarische Schwimmerin
- Litton, Andrew (* 1959), US-amerikanischer Dirigent
- Litton, Charles (1904–1972), US-amerikanischer Erfinder und Unternehmer
- Litton, Jerry (1937–1976), US-amerikanischer Politiker
- Littorin, Sven Otto (* 1966), schwedischer Politiker
- Littré, Alexis (1658–1726), französischer Mediziner, Chirurg, Anatom und Hochschullehrer
- Littré, Émile (1801–1881), französischer Philologe und Philosoph
- Littrell, Brian (* 1975), amerikanischer Sänger und Mitglied der Boygroup Backstreet BoysBrian Littrell (* 1975)

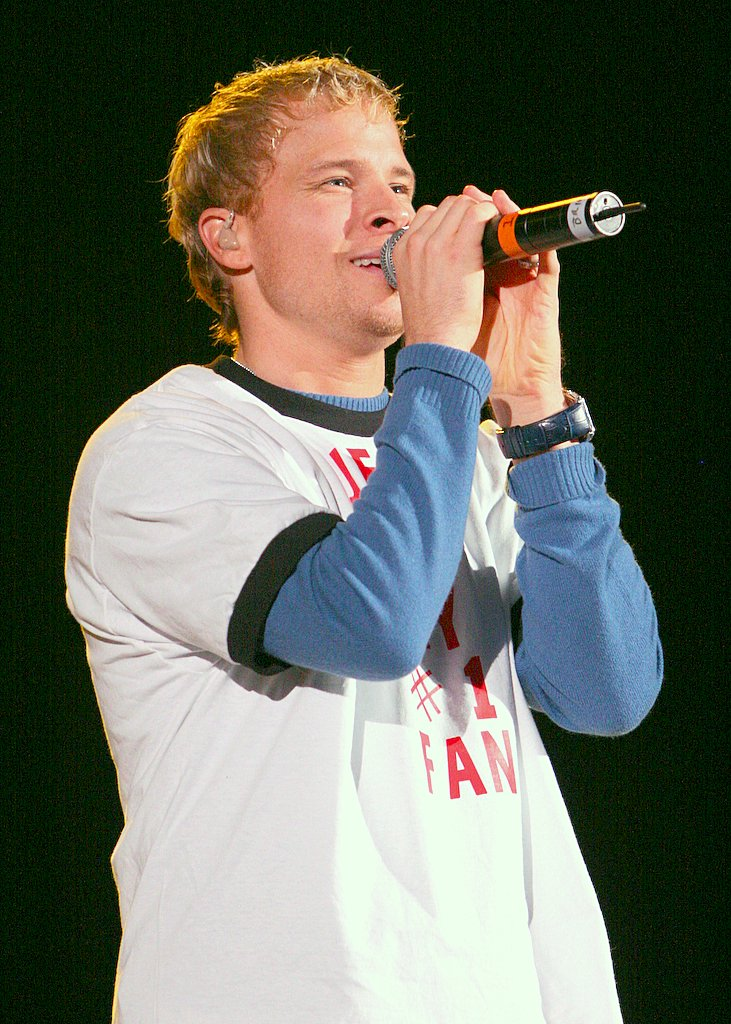
Brian Littrell (* 1975)

- Littrow, Auguste von (1819–1890), deutsch-österreichische Schriftstellerin und Frauenrechtlerin
- Littrow, Heinrich von (1820–1895), österreichischer Kartograph und Schriftsteller
- Littrow, Hermann von (1858–1931), österreichischer Ingenieur
- Littrow, Joseph Johann von (1781–1840), österreichischer Astronom
- Littrow, Karl Ludwig von (1811–1877), österreichischer Astronom
- Littrow, Leo von (1856–1925), österreichische impressionistische Malerin
- Littrow, Otto von (1843–1864), österreichischer Physiker
- Littschwager, Gerhard (1907–2001), deutscher Jurist und Gestapomitarbeiter

### Litu
- Lițu, Alin (* 1986), rumänischer Fußballspieler
- Litugenus, antiker römischer Toreut
- Litujew, Juri Nikolajewitsch (1925–2000), sowjetischer Hürdenläufer
- Litujewa, Walentina Michailowna (1930–2008), sowjetische Leichtathletin

### Litv
- Litvak, Anatole (1902–1974), FilmemacherAnatole Litvak (1902–1974)

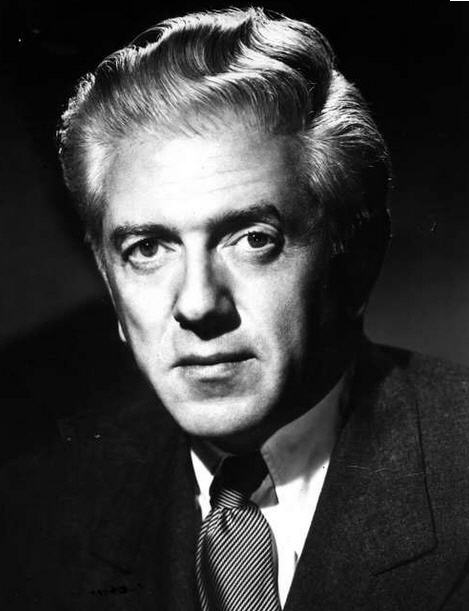
Anatole Litvak (1902–1974)

- Litvak, Sergio (* 1927), chilenischer Fußballspieler
- Litvinne, Félia (1860–1936), russische Sängerin (Sopran)
- Litvinov, Ruslana (* 2007), deutsche Handballspielerin
- Litvinova, Regina (* 1979), russische Jazzpianistin

### Litw
- Litwak, Alexander Grigorjewitsch (* 1940), russischer Physiker und Hochschullehrer
- Litwak, Michail Jefimowitsch (1938–2020), russischer Psychotherapeut, Psychologe, Autor von Büchern über praktische Psychologie
- Litwakow, Mosche, russisch-jüdischer sozialer und politischer Aktivist, jiddischer Schriftsteller, Herausgeber, Literaturkritiker und Literaturhistoriker
- Litwerig, Benedikt (1655–1726), Abt des Zisterzienserklosters Ossegg in Nordböhmen
- Litwin, Michail (* 1996), kasachischer Sprinter
- Litwin, Stefan (* 1960), deutscher Pianist, Komponist und Musikpädagoge
- Litwinenko, Alexander Walterowitsch (1962–2006), russischer Nachrichtendienstler
- Litwinenko, Alexei (* 1980), kasachischer Eishockeyspieler
- Litwinenko, Alina (* 1995), kirgisische Fußballspielerin
- Litwinenko, Wladimir Stefanowitsch (* 1955), russischer Bergbauingenieur und Hochschulrektor
- Litwinkowitsch, Jewgeni Michailowitsch (* 1982), belarussisch-ukrainischer Popsänger
- Litwinouski, Aljaksandr (* 1962), belarussischer KomponistAljaksandr Litwinouski (* 1962)

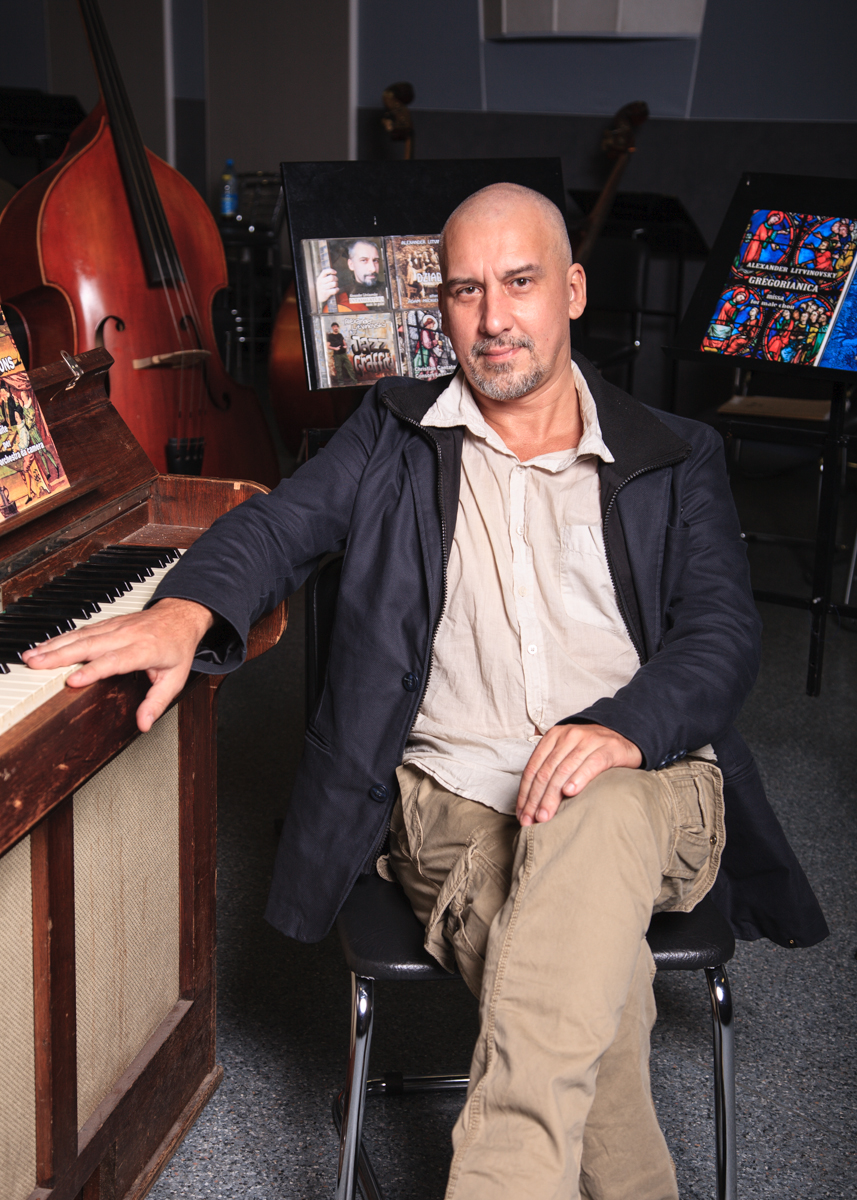
Aljaksandr Litwinouski (* 1962)

- Litwinow, Alexander Iwanowitsch (1853–1932), russischer General
- Litwinow, Boris Wassiljewitsch (1929–2010), russischer Atomphysiker
- Litwinow, Ivy (1889–1977), britische Schriftstellerin
- Litwinow, Juri (* 1978), kasachischer Eiskunstläufer
- Litwinow, Maxim Maximowitsch (1876–1951), sowjetischer Revolutionär, Außenpolitiker und DiplomatMaxim Maximowitsch Litwinow (1876–1951)

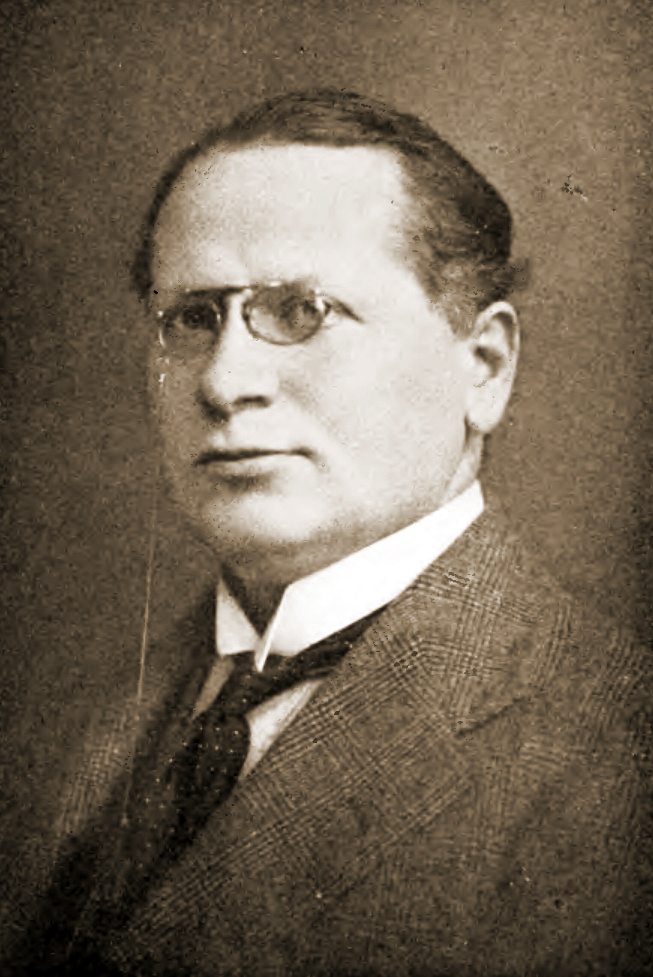
Maxim Maximowitsch Litwinow (1876–1951)

- Litwinow, Ruslan Romanowitsch (* 2001), russischer Fußballspieler
- Litwinow, Sergei Nikolajewitsch (1958–2018), sowjetischer Hammerwerfer und Olympiasieger
- Litwinow, Sergei Sergejewitsch (* 1986), belarussischer, deutscher und russischer Hammerwerfer
- Litwinow, Wjatscheslaw Georgijewitsch (* 2001), russischer Fußballspieler
- Litwinowa, Jelisaweta Fjodorowna (1845–1919), russische Mathematikerin und Pädagogin
- Litwinowa, Ljudmila Anatoljewna (* 1985), russische Leichtathletin
- Litwinowitsch, Iwan (* 2001), belarussischer Trampolinturner
- Litwinowitsch, Marina Alexejewna (* 1974), russische Politikwissenschaftlerin und Beraterin, Bloggerin, oppositionelle Dissidentin und Menschenrechtsaktivistin
- Litwinschuh-Barthel, Jörg (* 1968), deutscher Medienwissenschaftler
- Litwiński, Mieczysław (* 1955), polnischer Komponist, Multiinstrumentalist, Sänger und Musikpädagoge
- Litwintschewa, Nadija (1956–2010), ukrainische Badmintonspielerin
- Litwintschuk, Artur (* 1988), belarussischer Kanute
- Litwintschuk, Maryna (* 1988), belarussische Kanutin
- Litwinzewa, Jekaterina (* 1986), russische Pianistin
- Litwjak, Lidija Wladimirowna (1921–1943), sowjetische JagdfliegerinLidija Wladimirowna Litwjak (1921–1943)

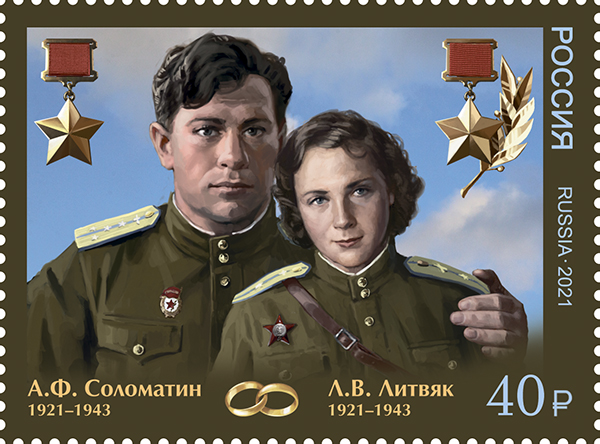
Lidija Wladimirowna Litwjak (1921–1943)

### Lity
- Lity, Bianca (* 1985), deutsche Fußballspielerin
- Lityński, Tadeusz (* 1962), polnischer Geistlicher und römisch-katholischer Bischof von Zielona Góra-Gorzów

### Litz
- Litz, Christine (* 1967), deutsche Kunsthistorikerin
- Litz, Jürgen (* 1938), deutscher Ruderer und Olympiasieger
- Litz, Lothar (1949–2015), deutscher Ingenieur, Professor für Automatisierungstechnik
- Litz, Ludwig Nikolaus (1851–1913), Landwirt und Pferdezüchter
- Litz, Nadia (* 1976), kanadische Schauspielerin und Regisseurin
- Litz, Thomas (* 1945), US-amerikanischer Eiskunstläufer
- Litz, Valentin (1879–1950), deutscher Maschinenbauingenieur und Manager
- Litzel, Georg (1694–1761), protestantischer Pastor, Kirchenliedforscher und Sprachgelehrter
- Litzelhofen, Eduard von (1820–1882), österreichischer General
- Litzen, Veikko (1933–2011), finnischer Kulturhistoriker und Archivar
- Litzenbauer, Peter (1810–1883), Mitglied der kurhessischen Ständeversammlung
- Litzenberg, Willy (1900–1964), deutscher SS-Obersturmbannführer und Kriminalrat
- Litzenberger, Ed (1932–2010), kanadischer Eishockeyspieler
- Litzenberger, Olga (* 1971), russlanddeutsche Historikerin
- Litzenberger-Vinet, Dagna (* 1987), französisch-amerikanische Schauspielerin
- Litzenburger, Karl (1912–1997), deutsch-französischer Architekt
- Litzenburger, Roland Peter (1917–1987), deutscher Graphiker, Maler und Bildhauer
- Litzig, Ruth (1914–1933), deutsche Langstreckenschwimmerin und Weltrekordhalterin im Dauerschwimmen (1932–1933)
- Litzinger, Marie (1899–1952), US-amerikanische Mathematikerin und Hochschullehrerin
- Litzinger, Sabrina (* 1984), deutsche Schauspielerin und Moderatorin
- Litzke, Manuel (* 1999), österreichischer Politiker (FPÖ)
- Litzkendorf, Friedrich Oskar (1821–1903), höherer sächsischer Staatsbeamter
- Litzman, Yaakov (* 1948), israelischer Politiker und stellvertretender Regierungsminister
- Litzmann, Berthold (1857–1926), deutscher Germanist und Literaturhistoriker
- Litzmann, Carl Conrad Theodor (1815–1890), deutscher Mediziner
- Litzmann, Karl (1850–1936), preußischer General der Infanterie und Politiker (NSDAP), MdR, MdLKarl Litzmann (1850–1936)

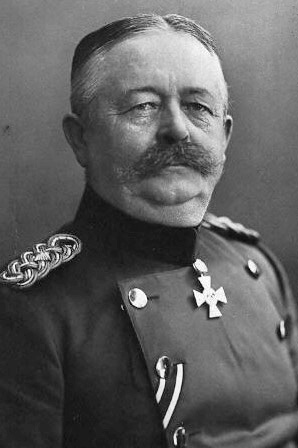
Karl Litzmann (1850–1936)

- Litzmann, Karl-Siegmund (1893–1945), deutscher Politiker (NSDAP), MdR, MdL, Generalkommissar für Estland
- Litzmann, Ursula (1916–2004), deutsche Fotografin